# Császári kripta
A császári kripta (németül: Kaisergruft, de emlegetik kapucinuskripta, németül: Kapuzinergruft néven is) a kapucinusok bécsi temploma alatt található. A kolostort magát 1618-ban alapították és 1632-ben szentelték fel Bécs belvárosában a Neuer Markt téren, közel a Hofburghoz. 1633 óta ez a hagyományos temetkezési helye a Habsburg-családnak.
A kapucinusok temploma és benne a császári kripta Bécs egyik leglátogatottabb turisztikai látványossága. Többek között 12 császárt és 18 császárnét temettek el itt. Legutóbb 2011-ben Habsburg Ottót. Eddig 149 Habsburg családtagot temettek el a kapucinus kriptában. A kriptában összesen 107 szarkofág és 5 szívurna található. Yolande de Ligne, Habsburg Károly Lajos özvegye 2023. október 7-i temetésével a kripta megtelt, további szertartások nem várhatóak.
Ma a mellette fekvő kapucinuskolostor szerzetesei vezetik és gondozzák a császárkriptát.

## Itt eltemetett személyek

### Uralkodók
- II. Mátyás (1557–1619) német-római császár, magyar és cseh király, Ausztria főhercege
- III. Ferdinánd (1608–1657) német-római császár, magyar és cseh király, Ausztria főhercege
- I. Lipót (1640–1705) német-római császár, magyar és cseh király, Ausztria főhercege
- I. József (1678–1711) német-római császár, magyar és cseh király, Ausztria főhercege
- VI./III. Károly (1685–1740) német-római császár, magyar és cseh király, Ausztria főhercege
- Mária Terézia (1717–1780) német-római császárné, magyar és cseh királynő, Ausztria főhercegnője
- I. Ferenc (1708–1765) német-római császár, Toszkána nagyhercege, Mária Terézia férje
- II. József (1741–1790) német-római császár, magyar és cseh király, Ausztria főhercege
- II. Lipót (1747–1792) német-római császár, magyar és cseh király, Ausztria főhercege, Toszkána nagyhercege
- II./I. Ferenc (1768–1835) német-római majd osztrák császár, magyar és cseh király
- V. Ferdinánd (1793–1875) osztrák császár, magyar, cseh és lombard-velencei király
- I. Miksa (1832–1867) Mexikó császára
- I. Ferenc József (1830–1916) osztrák császár, magyar és cseh király

### Alapítók Sírboltja
1. II. Mátyás (1557–1619) német-római császár, magyar és cseh király, Ausztria főhercege
2. Habsburg–Tiroli Anna (1585–1618) – II. Mátyás felesége

### Lipót Sírbolt

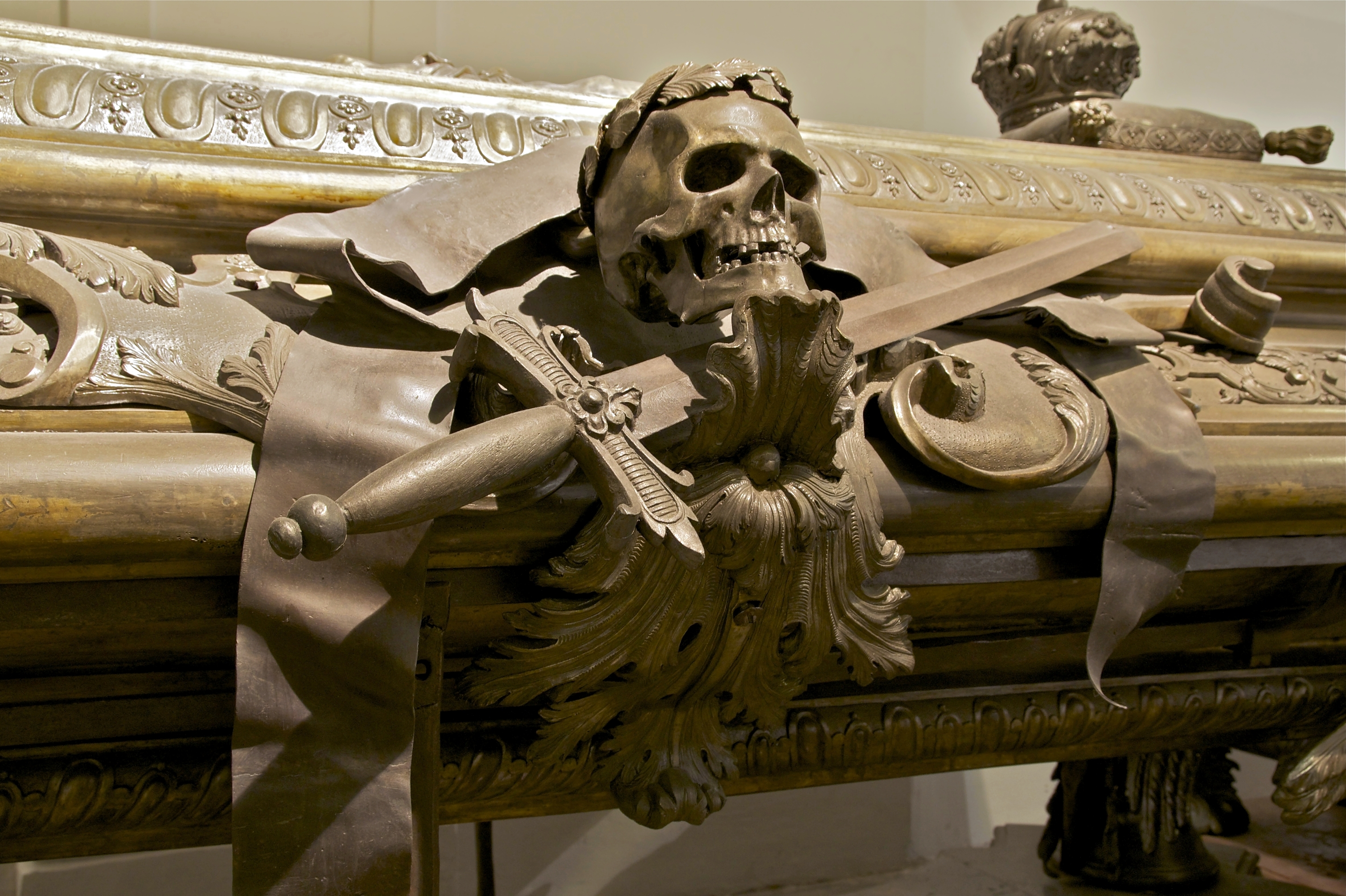
I. Lipót magyar király szarkofágja

#### A Gyermek-kolumbáriumban
1. Miksa Tamás (1638–1639) – III. Ferdinánd császár fia
2. Fülöp Ágost (1637–1639) – III. Ferdinánd császár fia
3. Terézia Mária (1652–1653) – III. Ferdinánd császár lánya
4. Ferdinánd József (1657–1658) – III. Ferdinánd császár fia
5. Ferdinánd Vencel (1667–1668) – I. Lipót császár fia
6. János Lipót (1670) – I. Lipót császár fia
7. Mária Anna (1672) – I. Lipót császár lánya
8. Anna Mária Zsófia (1674) – I. Lipót császár lánya
9. Mária Jozefa (1675–1676) – I. Lipót császár lánya
10. Krisztina (1679) – I. Lipót császár lánya
11. Mária Margaréta (1690–1691) – I. Lipót császár lánya

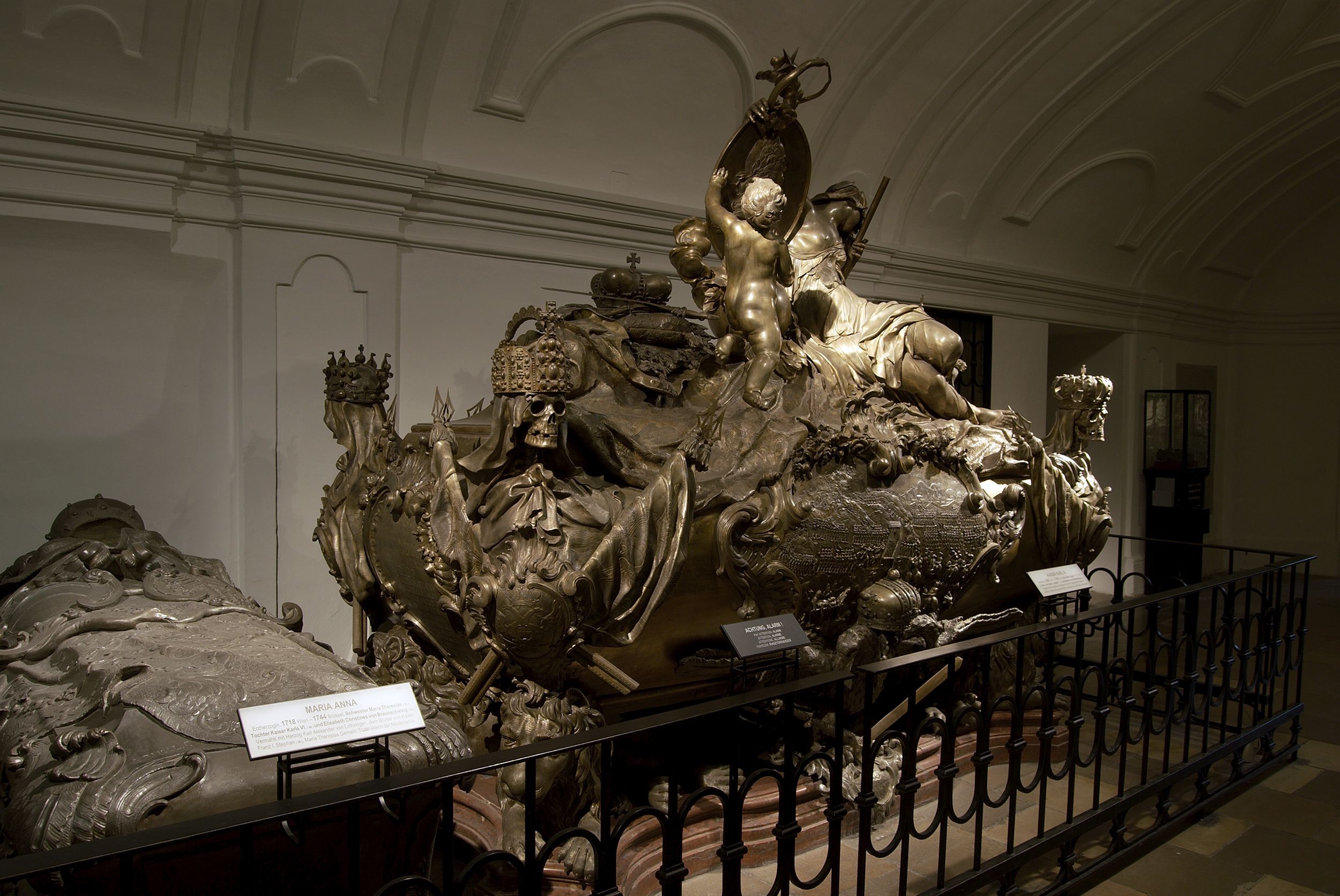
III. Károly magyar király szarkofágja

#### Az Aulában
1. Mária Anna osztrák főhercegnő (1683-1754), portugál királyné (szívurna) – I. Lipót lánya, V. János portugál király felesége
2. Mária Jozefa osztrák főhercegnő (1687–1703) – I. Lipót császár lánya
3. Mária Anna Jozefa osztrák főhercegnő (1654–1689), pfalzi fejedelemné – III. Ferdinánd lánya
4. Eleonóra osztrák főhercegnő (1653-1697), lengyel királyné majd lotaringiai hercegné – III. Ferdinánd lánya, Mihály lengyel király, majd V. Károly Lipót lotaringiai herceg felesége
5. Gonzaga Eleonóra mantovai hercegnő (1630–1686), német-római császárné, magyar és cseh királyné – III. Ferdinánd harmadik felesége
6. Margit Terézia spanyol infánsnő (1651–1673), német-római császárné, magyar és cseh királyné – I. Lipót első felesége
7. Habsburg–Tiroli Mária Leopoldina (1632–1649), német-római császárné, magyar és cseh királyné – III. Ferdinánd második felesége
8. Mária Anna spanyol infánsnő (1606–1646), német-római császárné, magyar és cseh királyné – III. Ferdinánd első felesége
9. Mária Amália osztrák főhercegnő (1724-1730) – III. Károly császár lánya
10. Habsburg Klaudia Felicitász osztrák főhercegnő (1653-1676) – I. Lipót második felesége
11. Mária Terézia osztrák főhercegnő (1684-1696) – I. Lipót császár lánya
12. Lipót József osztrák főherceg (1682-1684) – I. Lipót császár fia
13. III. Ferdinánd (1608-1657) német-római császár, magyar és cseh király, Ausztria főhercege
14. Mária Antónia osztrák főhercegnő (1669-1692) – I. Lipót császár lánya, II. Miksa Emánuel bajor választófejedelem felesége
15. IV. Ferdinánd (1633–1654) német, magyar és cseh király – III. Ferdinánd császár fia
16. Lipót János osztrák főherceg (1716) – III. Károly császár fia
17. Mária Magdolna osztrák főhercegnő (1689-1743) – I. Lipót császár lánya
18. Eleonóra pfalz–neuburgi hercegnő (1655–1720) – I. Lipót második felesége

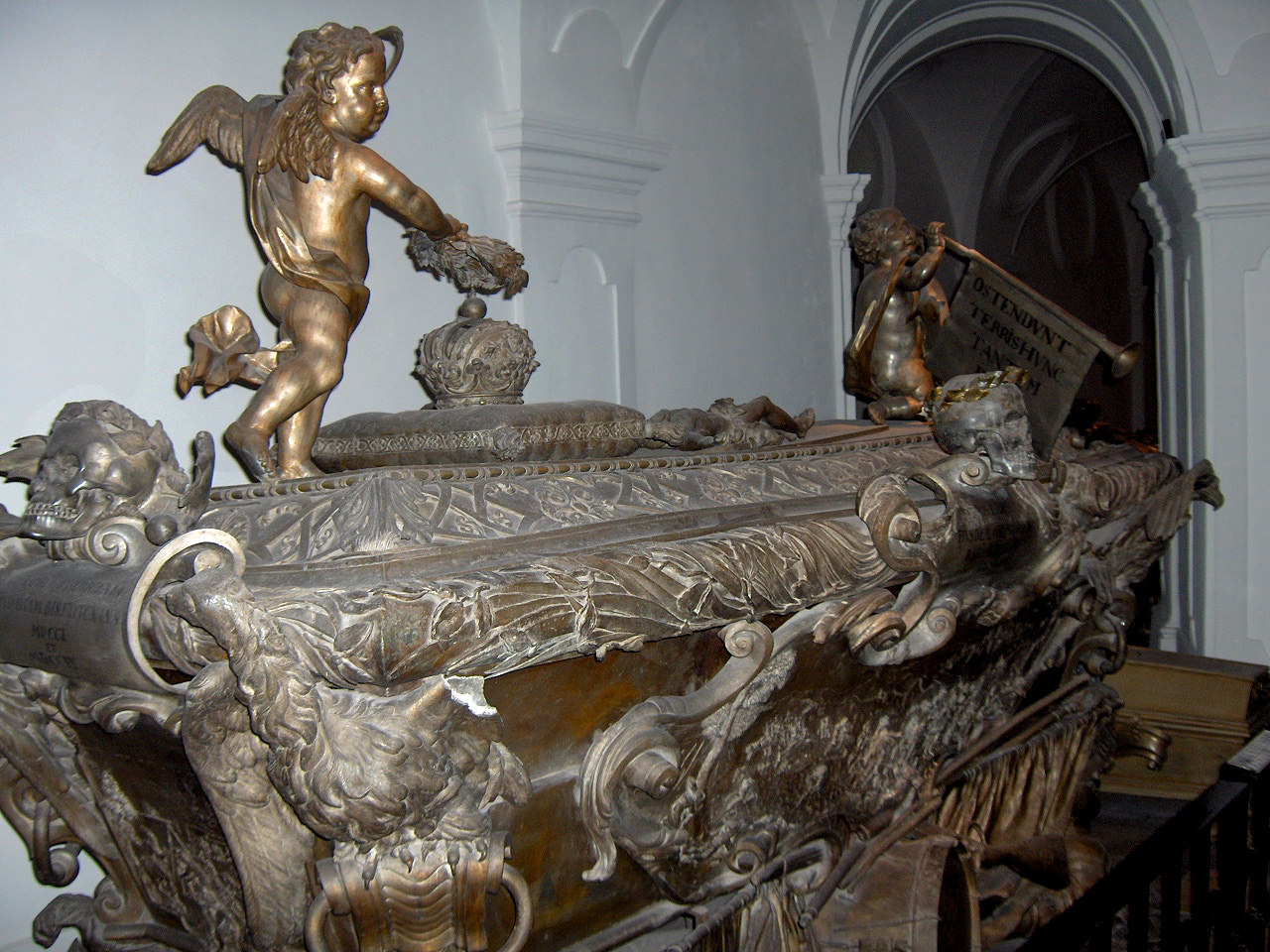
I. József síremléke

### Károly Sírbolt
1. I. Lipót (1640–1705) német-római császár, magyar és cseh király, Ausztria főhercege
2. Mária Erzsébet osztrák főhercegnő (1680–1741) – I. Lipót császár lánya, Osztrák-Németalföld helytartója (1724-1741)
3. Mária Anna osztrák főhercegnő (1718–1744) – III. Károly császár lánya. Osztrák-Németalföld helytartója (1744)
4. VI./III. Károly (1685–1740) német-római császár, magyar és cseh király, Ausztria főhercege
5. Erzsébet Krisztina braunschweig–wolfenbütteli hercegnő (1691–1750) – VI. Károly felesége, Mária Terézia édesanyja
6. I. József (1678–1711) német-római császár, magyar és cseh király, Ausztria főhercege
7. Vilma Amália braunschweig–lüneburgi hercegnő (1673–1742) – I. József felesége
8. Lipót József osztrák főherceg (1700–1701) – I. József császár fia

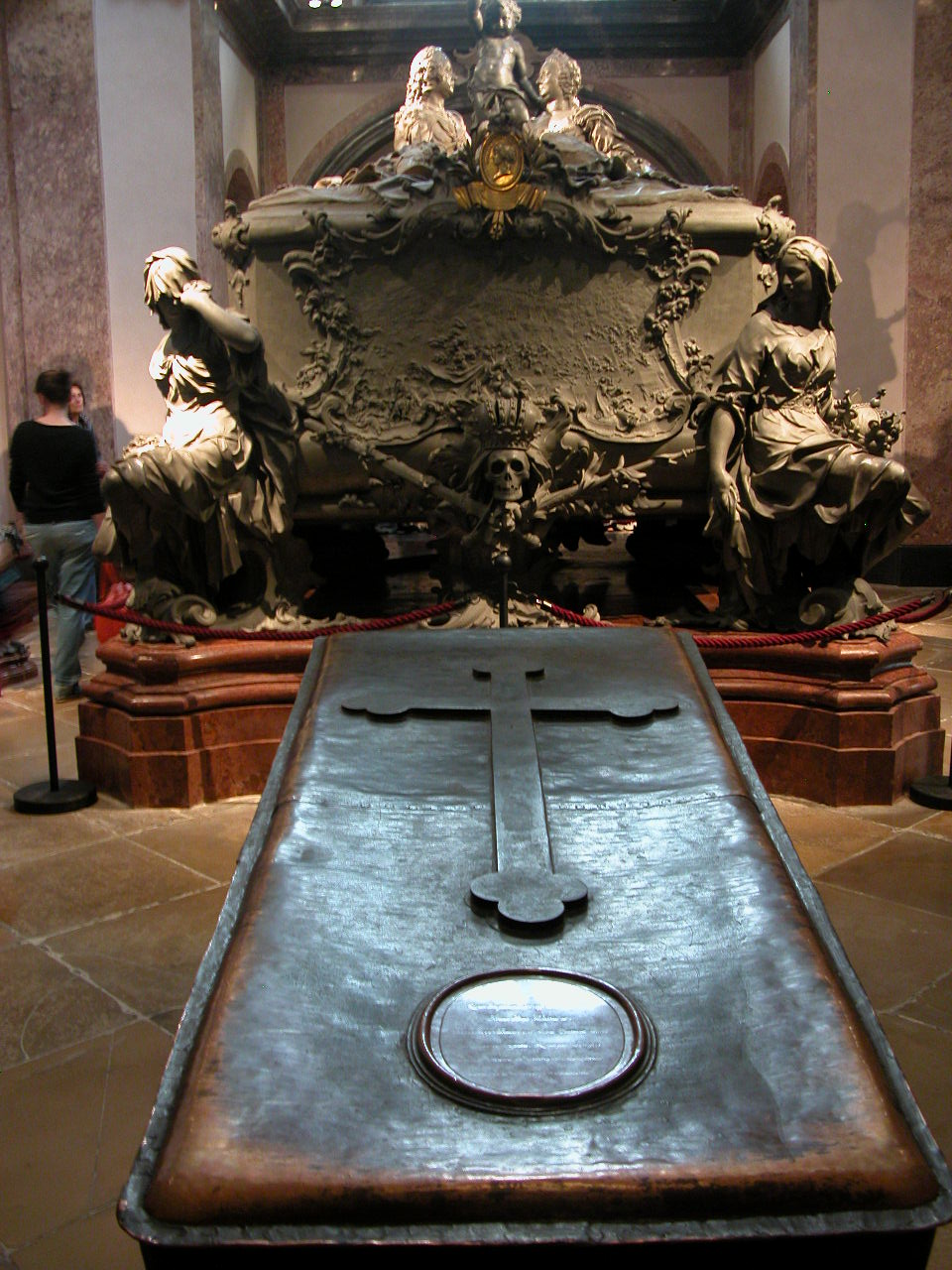
I. Ferenc és Mária Terézia sírhelye. Előttük II. József szarkofágja

### Mária Terézia sírbolt
1. II. József (1741–1790) német-római császár, magyar és cseh király, Ausztria főhercege
2. Marie Karoline von Fuchs-Mollard grófnő (1681–1754) – Mária Terézia nevelőnője
3. Mária Terézia (1717–1780) német-római császárné, magyar és cseh királynő, Ausztria főhercegnője
4. I. Ferenc (1708–1765) német-római császár, Toszkána nagyhercege, Mária Terézia férje
5. Mária Karolina osztrák főhercegnő (1748) – Mária Terézia és I. Ferenc császár lánya
6. Károly József osztrák főherceg (1745–1761) – Mária Terézia és I. Ferenc császár fia
7. Johanna Gabriella osztrák főhercegnő (1750–1762) – Mária Terézia és I. Ferenc császár lánya
8. Mária Jozefa osztrák főhercegnő (1751–1767) – Mária Terézia és I. Ferenc császár lánya
9. névtelen leány (1744) – Mária Terézia és I. Ferenc császár lánya
10. Mária Erzsébet osztrák főhercegnő (1737–1740) – Mária Terézia és I. Ferenc császár lánya
11. Mária Jozefa bajor választófejedelmi hercegnő (1739–1767) – II. József második felesége
12. Mária Izabella Bourbon–parmai hercegnő (1741–1763) – II. József első felesége
13. Krisztina osztrák főhercegnő (1763) – II. József császár lánya
14. Mária Terézia osztrák főhercegnő (1762–1770) – II. József császár lánya
15. Mária Karolina osztrák főhercegnő (1740–1741) – Mária Terézia és I. Ferenc császár lánya
16. Krisztina szász-tescheni hercegnő (1767) – Albert Kázmér szász-tescheni herceg lánya

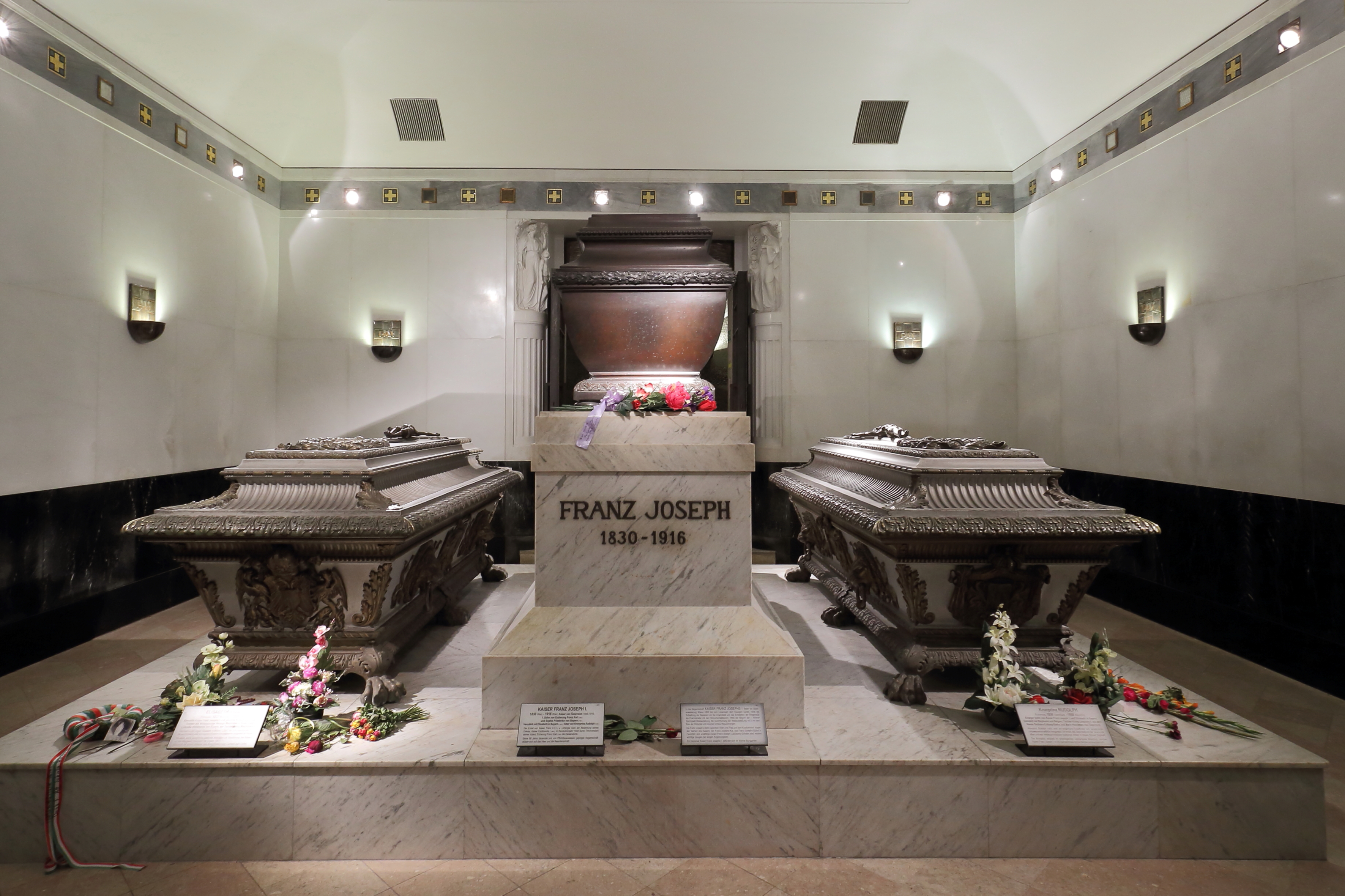
I. Ferenc József és családja

### Ferenc József-kripta

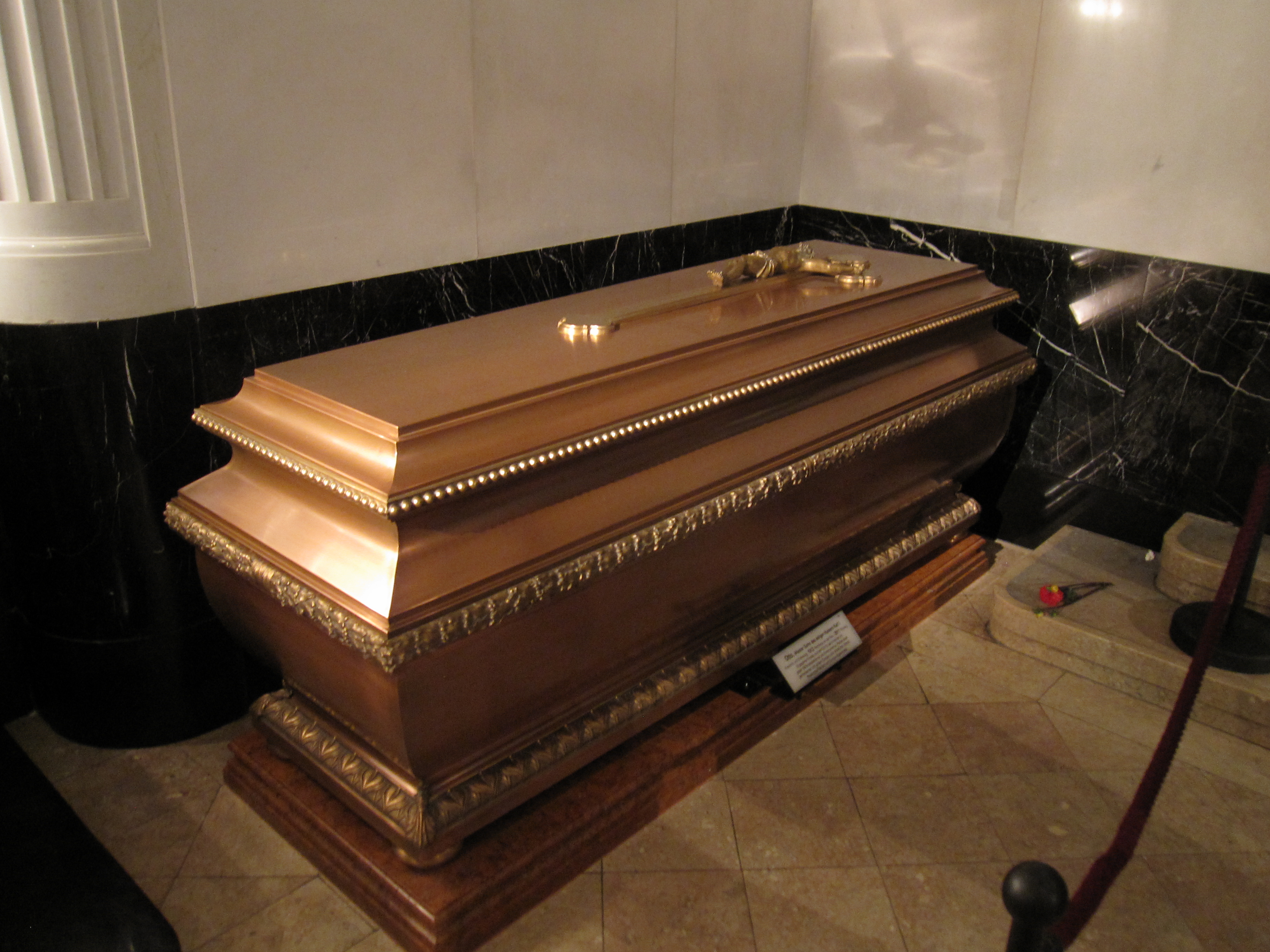
Habsburg Ottó szarkofágja

1. Wittelsbach Erzsébet császárné és királyné (1837–1898) – I. Ferenc József felesége
2. I. Ferenc József császár és király (1830–1916)
3. Rudolf főherceg, trónörökös (1858–1889) – I. Ferenc József és Erzsébet fia

### A Kripta-kápolnában
- Zita Bourbon–pármai hercegnő (1892–1989) – IV. Károly magyar király/I. Károly császár felesége
- Habsburg Károly Lajos főherceg (1918–2007) – IV. Károly magyar király fia
- Habsburg Ottó főherceg (1912–2011) – IV. Károly magyar király fia
- Regina szász–meiningeni hercegnő (1925–2010) – Habsburg Ottó felesége
- Yolande de Ligne (1923–2023) – Habsburg Károly Lajos özvegye

## Külső hivatkozások
- Hivatalos weboldal (németül)
- Online Gotha maintained by Paul Theroff
- Kapucinus kolostor (németül)
- Weiss-Krejci, E. Restless corpses. 'Secondary burial' in the Babenberg and Habsburg dynasties. Antiquity 75:769-780, 2001 – figures 4 and 6
- Weiss-Krejci, E. Mortuary representations of the noble house. A cross-cultural comparison between collective tombs of the ancient Maya and dynastic Europe. Journal of Social Archaeology 4/3:368-404, 2004.